# Theridion lapidicola
Theridion lapidicola là một loài nhện trong họ Theridiidae.
Loài này thuộc chi Theridion. Theridion lapidicola được Wladislaus Kulczynski miêu tả năm 1887.